# La colpa del morto
La colpa del morto è un film muto italiano del 1915 diretto e interpretato da Marcel Fabre.